# Spirit of the Forest
Spirit of the Forest (рус. «Дух леса») — дебютный альбом финской фолк-метал-группы Korpiklaani (до этого известной под названием Shaman), вышедший в 2003 году.

## Список композиций[1]
1. «Wooden Pints» — 3:42;
2. «Before the Morning Sun» — 4:25;
3. «God of Wind» — 3:14;
4. «With Trees» — 8:06;
5. «Pellonpekko» — 3:36;
6. «You Looked Into My Eyes» — 2:14;
7. «Hullunhumppa» — 1:29;
8. «Man Can Go Even Through the Grey Stone» — 2:22;
9. «Pixies Dance» — 2:19;
10. «Juokse Sinä Humma» — 1:16;
11. «Crows Bring the Spring» — 5:25;
12. «Hengettömiltä Hengiltä» — 0:34;
13. «Shaman Drum» — 4:57;
14. «Mother Earth» — 4:37.